# Ryfaksymina
Ryfaksymina, rifaksymina (łac. rifaximinum) – organiczny związek chemiczny, antybiotyk należący do grupy ryfamycyn, wchłaniający się w nieznacznym stopniu z przewodu pokarmowego, stosowany w leczeniu zakażeń jelitowych. Jego stosowanie wiąże się ze względnie niewielkimi działaniami ubocznymi i z niskim ryzykiem rozwinięcia oporności u bakterii.

## Historia i otrzymywanie
Syntezę ryfaksyminy opatentowali Egidio Marchi i Lauretta Montecchi z Alfa Farmaceutici S.p. A. w 1982. Lek jest badany i stosowany w terapii biegunki podróżnych od kilkunastu lat. Do 2009 ryfaksymina otrzymała zezwolenie na zastosowanie w 27 państwach.
Ryfaksymina to syntetyczna pochodna ryfamycyny S, ryfamycyny SV lub ryfamycyny O. Jest to dokładnie pirydoimidazoryfamycyna. Otrzymuje się ją na przykład w reakcji 3-bromoryfamycyny S z 2-amino-4-metylo-pirydyną. Reakcję prowadzi się w etanolu, w temperaturze od pokojowej do 60 °C, przez dwie do osiemnastu godzin.
Związek ten posiada trzy formy  polimorficzne: α, β, γ, których udział w produkcie końcowym zależy od warunków krystalizacji oraz ilości wody we wstępnie oczyszczonym po reakcji związku. Brakuje danych, która z form jest najbardziej aktywna jako lek. Regulacje dotyczące czystości leków wprowadzone w 2000 przez amerykańską Agencję Żywności i Leków wymusiły na producencie opracowanie metody syntezy czystych form polimorficznych, co nie jest proste, gdyż ryfaksymina jest higroskopijna, a po wchłonięciu wilgoci zaczyna samorzutnie przechodzić z jednej formy do drugiej. Metody otrzymywania czystych form polimorficznych zostały opatentowane przez Alfa Wassermann w 2006. Polegają one na rozpuszczeniu zsyntetyzowanego produktu w etanolu zawierającym ściśle określoną ilość wody, kondycjonowanie roztworu przez 4–36 godzin w temperaturze od 40 do 60 °C, a następnie wykrystalizowanie odpowiedniej formy ryfaksyminy przez ochłodzenie roztworu do 32–26 °C.
Oryginalny patent na syntezę leku wygasł w 2001, jednak Alfa Wassermann utrzymał monopol na produkcję leku dzięki opatentowaniu w 2006 (zgłoszenie patentowe z 2003) syntezy czystych form polimorficznych tej substancji. Związek w formie polimorficznej może być syntezowany bez naruszenia patentowego, ale przepisy Agencji Żywności i Leków oraz Unii Europejskiej uniemożliwiają wprowadzenia tej formy leku do obiegu. Z tego względu leki generyczne nie będą dostępne aż do 2023.

## Mechanizm działania
Ryfaksymina należy do antybiotyków o działaniu bakteriobójczym. Efekt ten jest osiągany poprzez nieodwracalne wiązanie leku z podjednostką β polimerazy RNA zależnej od DNA w komórce bakterii, co prowadzi do zablokowania syntezy RNA i białek. Działanie blokujące polimerazę RNA zależną od DNA jest wybiórcze wobec bakterii, ponieważ enzym ten w ich komórkach różni się istotnie od polimerazy RNA w komórkach organizmu człowieka.
W badaniu przeprowadzonym przez Brigidiego i współautorów wykazano, że u osób cierpiących na wrzodziejące zapalenie jelita grubego po odstawieniu ryfaksyminy fizjologiczna flora jelitowa powraca do stanu sprzed rozpoczęcia terapii. W związku z tym wysunięto wniosek, że ten antybiotyk nie wywiera trwałego wpływu na niepatologiczną mikroflorę kolonizującą ludzkie jelito.

## Farmakokinetyka
W badaniach klinicznych wykazano, że po podaniu doustnym ryfaksymina jest prawie niewykrywalna w osoczu krwi i w moczu i potwierdzono, że wchłania się z przewodu pokarmowego w ilości mniejszej niż 1%. Zwiększonego wchłaniania leku nie stwierdzono również w grupach pacjentów z chorobą Leśniowskiego-Crohna bądź wrzodziejącym zapaleniem jelita grubego, z uszkodzoną w przebiegu tych chorób błoną śluzową jelita. Działanie ryfaksyminy podanej doustnie ogranicza się w związku z tym do przewodu pokarmowego, gdzie osiąga ona bardzo wysokie stężenie. W badaniu przeprowadzonym przez Jianga i wspólników oceniono, że stężenie antybiotyku w kale pacjentów z biegunką podróżnych, w pierwszym dniu po zakończeniu terapii tym lekiem w dobowej dawce 800 mg przez trzy kolejne dni, wynosiło średnio 7961 μg/g. Wartość tę uznano za wysoką i wykazano, że przekracza ona minimalne stężenia hamujące dla bakterii branych pod uwagę w badaniu.

## Zakres działania
Ryfaksymina jest antybiotykiem o szerokim spektrum, obejmującym bakterie Gram-ujemne i Gram-dodatnie, zarówno tlenowe, jak i beztlenowe:
- bakterie Gram-ujemne: Salmonella, Shigella, E.coli, Proteus, Klebsiella, Enterobacter, Campylobacter, Helicobacter pylori, Yersinia, Bacteroides;
- bakterie Gram-dodatnie: Streptococcus, Enterococcus, Peptostreptococcus, Staphylococcus, Clostridium.

| Patogen                                      | MIC90 (μg/ml)          | Patogen                                    | MIC90 (μg/ml)        |
| -------------------------------------------- | ---------------------- | ------------------------------------------ | -------------------- |
| Bakterie Gram–dodatnie                       | Bakterie Gram–dodatnie | Bakterie Gram–ujemne                       | Bakterie Gram–ujemne |
| Enterococcus                                 | 2                      | Salmonella                                 | 12,5                 |
| Enterococcus faecalis                        | 8                      | Salmonella enteritidis                     | 8                    |
| Streptococcus                                | 0,25                   | Shigella                                   | 8                    |
| Staphylococcus aureus wrażliwy na metycylinę | 0,015                  | Escherichia coli szczepy enteroagregacyjne | 32                   |
| Bacillus cereus                              | 0,06                   | Escherichia coli szczepy enterotoksyczne   | 32                   |
| Clostridium perfringens                      | 4                      | Klebsiella                                 | 50                   |
| Clostridium difficile                        | 0,8                    | Proteus                                    | 4                    |
| Peptostreptococcus                           | 25                     | Pseudomonas                                | 50                   |
|                                              |                        | Campylobacter jejuni                       | 32                   |
|                                              |                        | Enterobacter agglomerans                   | 8                    |
|                                              |                        | Helicobacter pylori                        | 16                   |
|                                              |                        | Vibrio cholerae                            | 2                    |
|                                              |                        | Yersinia enterocolitica                    | 12,5                 |
|                                              |                        | Bacteroides                                | 50                   |
|                                              |                        | Bacteroides fragilis                       | 12,5                 |
|                                              |                        | Fusobacterium                              | 50                   |

### Oporność bakterii na ryfaksyminę
Wieloośrodkowe badanie kliniczne z udziałem 98 chorych na biegunkę podróżnych wykazało, że w porównaniu z ryfampicyną ryfaksymina nie indukuje w stopniu istotnym oporności bakterii w jelicie. W piśmiennictwie można spotkać się z poglądem, że wyselekcjonowaniu szczepów opornych bakterii przeciwdziałają bardzo wysokie stężenia ryfaksyminy osiągane w jelicie oraz panujące tam beztlenowe środowisko.

## Zastosowanie

### Zastosowania zarejestrowane

Liczba godzin upływających od początku terapii do wystąpienia ostatniego nieuformowanego stolca w trzech grupach pacjentów z biegunką podróżnych leczonych odpowiednio: ryfaksyminą w dawce 600 mg na dobę, w dawce 1200 mg na dobę i placebo według Steffena i wsp., 2005. W grupach otrzymujących ryfaksyminę okres ustępowania objawów jest krótszy

Lek zarejestrowano w leczeniu chorób układu pokarmowego wywołanych bezpośrednio lub pośrednio przez bakterie wrażliwe na ryfaksyminę i kolonizujące jelito:
Biegunki bakteryjneSkuteczność ryfaksyminy w leczeniu ostrych zakażeń jelitowych przebiegających z biegunką porównywano w badaniach klinicznych z działaniem neomycyny, paromomycyny oraz placebo i wykazano podobną lub większą aktywność przeciwbakteryjną w stosunku do porównywanych substancji. Za stosowaniem ryfaksyminy w biegunkach o etiologii bakteryjnej przemawiają też jej właściwości: bardzo niska wchłanialność z przewodu pokarmowego do krwi oraz niewielka szansa wytworzenia oporności bakteryjnej na lek, co zmniejsza ryzyko wystąpienia działań niepożądanych.
Biegunka podróżnychZastosowanie ryfaksyminy w terapii biegunki podróżnych oceniano w badaniach klinicznych, porównując jej skuteczność z innymi lekami, takimi jak kotrimoksazol, cyprofloksacyna i placebo. Wykazano, że ryfaksymina jest skuteczna w terapii biegunki podróżnych, w tym również w przypadkach, w których nie ustalono konkretnego czynnika etiologicznego schorzenia. W jednym z badań wykazano, że najszybszą poprawę u pacjentów z tą chorobą przynosi ryfaksymina stosowana jednocześnie z loperamidem. W piśmiennictwie zwraca się też uwagę na to, że lek ten jest potencjalnym kandydatem do stosowania w profilaktyce farmakologicznej biegunki podróżnych.
Encefalopatia wątrobowaW badaniach klinicznych potwierdzono, że ryfaksymina stanowi dobrą alternatywę dla tradycyjnych leków stosowanych w terapii encefalopatii wątrobowej, np. nierozpuszczalnych dwucukrów. Niektóre źródła podają, że lek przyczynia się do zmniejszenia stężenia amoniaku  we krwi chorych z tym powikłaniem marskości wątroby. W kilku badaniach z randomizacją potwierdzono zmniejszenie nasilenia objawów encefalopatii w wyniku leczenia chorych ryfaksyminą podawaną w różnych dawkach. Autorzy opracowania przedstawionego w Pharmacotherapy w 2008 roku twierdzą, że skuteczność ryfaksyminy jest podobna lub nawet większa w porównaniu z innymi lekami stosowanymi w encefalopatii wątrobowej. Z kolei w roku 2010 ukazała się praca, w której autorzy twierdzą, że ryfaksymina jest skuteczniejsza w terapii encefalopatii niż placebo i w istotnym stopniu zmniejsza ryzyko hospitalizacji z powodu encefalopatii.

### Zastosowania w trakcie badań klinicznych
W badaniach klinicznych ocenia się skuteczność i bezpieczeństwo stosowania ryfaksyminy w następujących jednostkach chorobowych i stanach:
Zespół rozrostu bakteryjnego jelita cienkiegoW piśmiennictwie medycznym zwraca się uwagę na to, że zespół rozrostu bakteryjnego jelita cienkiego może być skutecznie leczony ryfaksyminą. W jednym z badań wykazano, że dekontaminacja jelita w zespole rozrostu bakteryjnego jelita cienkiego zachodziła w większym stopniu przy stosowaniu ryfaksyminy niż metronidazolu, a także stwierdzono mniejsze działania uboczne w przypadku ryfaksyminy.
Objawowa niepowikłana choroba uchyłkowa jelitZe względu na to, że bakterie mogą nasilać objawy choroby uchyłkowej jelit poprzez indukowanie stanu zapalnego wokół uchyłków, zwiększanie produkcji gazów jelitowych i rozkład włókien powodujący zmniejszenie ilości stolca, terapia antybiotykowa może przyczyniać się do złagodzenia dolegliwości. W badaniach wykazano, że ryfaksymina zmniejsza u pacjentów z chorobą uchyłkową nasilenie objawów, takich jak: ból brzucha, wzdęcie, bolesne parcie na stolec, biegunka i redukuje ryzyko wystąpienia zapalenia uchyłków.
Profilaktyka antybakteryjna przed zabiegami chirurgicznymi w obrębie jelitKorzyści ze stosowania ryfaksyminy w profilaktyce powikłań związanych z zakażeniami u chorych w okresie okołooperacyjnym oceniano w kilku badaniach klinicznych. Ze względu na wyniki tych badań potwierdzające skuteczność ryfaksyminy, w piśmiennictwie można spotkać się z twierdzeniem, że lek ten powinien być zalecany w skojarzonej antybiotykoterapii profilaktycznej przed zabiegami operacyjnymi w obrębie jelita grubego. Inne źródła zwracają uwagę na potrzebę dalszych badań potwierdzających tego typu rekomendacje.
Leczenie zespołu jelita drażliwegoWykorzystanie ryfaksyminy w zespole jelita drażliwego zostało oparte na koncepcji przerostu flory bakteryjnej jelita jako przyczyny wzmożonej produkcji wodoru w jelicie powodującego wzdęcie (jedna z głównych dolegliwości w tej jednostce chorobowej). W piśmiennictwie można znaleźć informacje o badaniu klinicznym, w którym stwierdzono redukcję produkcji wodoru przez bakterie jelitowe po zastosowaniu ryfaksyminy, co powodowało mniejsze nasilenie oddawania gazów jelitowych. W badaniu przeprowadzonym przez Pimentela i współpracowników wykazano korzystny efekt 10-dniowego leczenia ryfaksyminą w dawce 1200 mg/dobę u 36% pacjentów z zespołem jelita drażliwego, który utrzymywał się przez 10 tygodni. Skuteczność ryfaksyminy w zespole jelita drażliwego potwierdzają również inne źródła. W rekomendacjach American College of Gastroenterology (ACG) z 2009 zamieszczono pogląd, że ryfaksymina jest jednym z dwóch antybiotyków (obok neomycyny), który w zespole jelita drażliwego ma korzystny i potwierdzony badaniami efekt w postaci zmniejszenia nasilenia biegunki, wzdęcia oraz innych objawów.
Inne potencjalne zastosowania
- element terapii przewlekłego zaparcia[6]
- potencjalna skuteczność w nawracających zakażeniach Clostridium difficile, wywołującym rzekomobłoniaste zapalenie jelit[52][53], w tym w zakażeniach szczepami niepoddającymi się leczeniu wankomycyną i metronidazolem[54]
- próby wykorzystania ryfaksyminy jako jednego z elementów terapii zaostrzeń choroby Leśniowskiego-Crohna[55][56] i w leczeniu wrzodziejącego zapalenia jelita grubego[13]
- terapia zapalenia zbiornika jelitowego u pacjentów po proktokolektomii[57][58]
- potencjalna skuteczność w eradykacji Helicobacter pylori[6]
- ewentualne wykorzystanie w wybiórczej dekontaminacji (wyjałowieniu) jelit u chorych z ostrym zapaleniem trzustki, marskością wątroby (jako profilaktyka spontanicznego bakteryjnego zapalenia otrzewnej), enteropatią wywołaną niesteroidowymi lekami przeciwzapalnymi[6]
- wspomniana w pojedynczych doniesieniach możliwość zastosowania ryfaksyminy poza układem pokarmowym, np. w zakażeniach bakteryjnych skóry, pochwy i przyzębia[59]

## Przeciwwskazania i środki ostrożności
Ryfaksymina przeciwwskazana jest u pacjentów, którzy wykazują nadwrażliwość na jakikolwiek składnik preparatu. Leku nie stosuje się u chorych, u których biegunce towarzyszy gorączka albo obecność krwi w stolcu. Jeśli biegunka zakaźna utrzymuje się przez 24–48 godzin po włączeniu ryfaksyminy albo objawy choroby ulegają nasileniu, terapia tym lekiem powinna być przerwana. Nie badano właściwości farmakokinetycznych ryfaksyminy u chorych z niewydolnością nerek, natomiast u pacjentów z niewydolnością wątroby nie ma wskazań do redukcji dawki. Ryfaksymina nie została zarejestrowana w Polsce w leczeniu dzieci do 12 roku życia, natomiast we Włoszech preparaty tego antybiotyku można stosować już u dwuletnich dzieci. W niektórych krajach dopuszczono jej zastosowanie u młodszych dzieci oraz u niemowląt w ramach badań klinicznych. U chorych w wieku 65 lat oraz starszych lek był przebadany w ograniczonym zakresie.
W ciąży ryfaksyminę stosuje się tylko wtedy, gdy korzyść dla matki ma przewagę nad ryzykiem dla płodu – lek należy do kategorii C. W trakcie karmienia piersią zaleca się odstawienie leku.
Czas leczenia nie powinien być dłuższy niż siedem dni.
W przypadku przedawkowania powinno zastosować się płukanie żołądka i postępowanie objawowe.

## Interakcje
Interakcje farmakologiczne w organizmie człowieka nie są znane, w tym  z lekami metabolizowanymi przez enzymy układu cytochromu P450, mimo że wykazano w warunkach in vitro zdolność do indukowania przez ryfaksyminę podjednostki CYP3A4 tego cytochromu. W przeprowadzonych badaniach na ludziach nie wykazano interakcji z midazolamem i doustnym lekiem antykoncepcyjnym zawierającym etynyloestradiol i norgestymat. Ryfaksymina podawana doustnie, w związku z bardzo niską wchłanialnością z przewodu pokarmowego, nie wywołuje oporności krzyżowej Mycobacterium tuberculosis na ryfampicynę, należącą do ryfamycyn i stosowaną w terapii gruźlicy.

## Działania niepożądane
Ze względu na niewielkie wchłanianie ryfaksyminy z przewodu pokarmowego do krwi ogólnoustrojowe działania niepożądane występują rzadko. Ogólne ryzyko niechcianych zdarzeń po zastosowaniu leku wynosi 0,7–2,0%. Najczęstszym niepożądanym działaniem spoza przewodu pokarmowego jest wysypka skórna, pojawiająca się u 0,2% leczonych pacjentów.
Ponadto dość często podczas stosowania ryfaksyminy stwierdza się łagodne objawy: wzdęcie brzucha, biegunkę, zaparcie stolca, ból brzucha, nudności, wymioty, gorączkę. Zazwyczaj trudno określić, czy objawy te są skutkiem stosowania leku, czy leczonej choroby. Rzadziej obserwuje się kołatanie serca i ból w klatce piersiowej, zawroty głowy, podwójne widzenie, astenię, obrzęki kończyn, zakażania grzybicze (drożdżyca), wzrost wrażliwości na promieniowanie słoneczne, wzrost ciśnienia tętniczego, wzrost aktywności transaminaz w surowicy krwi, zaburzenia smaku, zaburzenia miesiączkowania, zaburzenia snu, kurcze mięśni, hematurię.
U niektórych pacjentów przyjmujących wysokie dawki ryfaksyminy albo z uszkodzoną błoną śluzową jelita może pojawić się w czasie terapii wynikające z wchłaniania się znikomej ilości leku do krwi czerwone zabarwienie moczu (wynika to z czerwono-pomarańczowej barwy substancji czynnej zawartej w preparacie – jest to charakterystyczne również dla innych leków z grupy ryfamycyn).

## Dawkowanie
W przypadku ostrych zakażeń jelitowych przebiegających z biegunką oraz w biegunce podróżnych pacjentom powyżej 12 roku życia ryfaksyminę podaje się w dawce od 200 mg (1 tabletka lub 10 ml zawiesiny) co 8 godzin do 400 mg (2 tabletki lub 20 ml zawiesiny) co 8–12 godzin. U chorych powyżej 12 roku życia z encefalopatią wątrobową lek stosuje się w dawce 400 mg (2 tabletki lub 20 ml zawiesiny) co 8 godzin. Ryfaksyminę podaje się przez maksymalnie 7 dni.

## Preparaty
Xifaxan
Jedyny preparat ryfaksyminy zarejestrowany w Polsce, od stycznia 2007. Lek jest produkowany przez koncern farmaceutyczny Alfa Wassermann. Występuje w postaci tabletek powlekanych po 200 mg (opakowanie 12 tabletek) oraz jako granulat do sporządzania zawiesiny doustnej w dawce 20 mg na 1 ml sporządzonej zawiesiny (opakowanie 60 ml).
Skład substancji pomocniczych tabletki Xifaxanu produkowanego na rynek polski:
- otoczka: hydroksypropylometyloceluloza, dwutlenek tytanu, wersenian dwusodowy, glikol propylenowy, tlenek żelaza(III),
- rdzeń: sodowy glikolan skrobi, ester palmityno-stearynowy glicerolu, krzemionka, talk, celuloza mikrokrystaliczna[63].

Skład substancji pomocniczych granulatu do przygotowania zawiesiny doustnej: celuloza mikrokrystaliczna, sól sodowa karboksymetylocelulozy, pektyna, kaolin, sacharynian sodu, benzoesan sodu, sacharoza, czarny aromat wiśniowy.
Okres trwałości tabletek i granulatu do przygotowania zawiesiny wynosi 3 lata. Zawiesina po przygotowaniu jest stabilna przez 7 dni w temperaturze do 25 °C.
Xifaxan jest dostępny wyłącznie na receptę. Odpłatność za lek wynosi 100% i nie jest on wymieniany na liście leków refundowanych Ministerstwa Zdrowia (dane z 2019 roku).
W Stanach Zjednoczonych Xifaxan, jedyny zarejestrowany w tym kraju preparat ryfaksyminy, jest produkowany przez firmę Salix Pharmaceuticals na licencji koncernu Alfa Wassermann. Lek w tym kraju jest dostępny w postaci tabletek po 200 mg pakowanych w opakowania po 30 i 100 sztuk. Preparat został zarejestrowany przez Agencję Żywności i Leków i dopuszczony do obrotu 25 maja 2004 roku.
Według informacji umieszczonych na stronie internetowej producenta Xifaxan jest dostępny w ponad 25 krajach.
Spiraxin
Jest to nazwa preparatu ryfaksyminy dostępnego w Hiszpanii i produkowanego przez firmę BAMA-GEVE będącą włoską częścią koncernu Alfa Wassermann. Lek ten jest dostępny w postaci tabletek powlekanych po 200 mg i granulatu do sporządzania zawiesiny.
Zaxine
Preparat dostępny w Hiszpanii, produkowany przez firmę Industrial Farmacéutica Cantabriaé na licencji Alfa Wassermann, w postaci tabletek 200 mg i granulatu do przygotowania zawiesiny 20 mg/ml.
Rifacol
Nazwa handlowa preparatu ryfaksyminy dostępnego we Włoszech, produkowanego przez firmę Farmaceutici Formenti na licencji Alfa Wassermann w postaci tabletek 200 mg i granulatu do przygotowania zawiesiny.
Normix
Preparat ryfaksyminy produkowany i sprzedawany przez koncern Alfa Wassermann we Włoszech w postaci tabletek 200 mg i granulatu do przygotowania zawiesiny 20 mg/ml.
Flonorm
Flonorm dostępny jest w Kolumbii i Meksyku, produkowany przez portugalską firmę BioSaude zależną od Alfa Wassermann, a wcześniej na licencji przez koncern Schering-Plough, w postaci tabletek 200 mg i granulatu do sporządzenia zawiesiny 20 mg/ml.
Redactiv
Preparat produkowany przez GlaxoSmithKline na licencji Alfa Wassermann w Meksyku. Według niektórych źródeł dostępny we Włoszech.
Lumenax
Nazwa preparatu produkowanego przez firmę Salix Pharmaceuticals na licencji koncernu Alfa Wassermann i sprzedawanego w Stanach Zjednoczonych oraz w Kanadzie przed wprowadzeniem Xifaxanu.
Ritacol
Preparat wspomniany przez kilka dostępnych źródeł, które nie podają danych dotyczących jego producenta.

## Zastosowanie ryfaksyminy u dzieci
Antybiotyk ten stosowany był u dzieci od 1984 roku w ramach kilku badań klinicznych. Wykazano skuteczność ryfaksyminy w leczeniu ostrej i przewlekłej biegunki bakteryjnej na podstawie zmniejszenia nasilenia objawów klinicznych oraz spadku liczby bakterii patogennych w  posiewach kału, a jednocześnie obserwowano niewielką ilość objawów niepożądanych związanych z  terapią. Porównywano ponadto skuteczność i bezpieczeństwo stosowania ryfaksyminy u dzieci cierpiących na biegunkę o etiologii bakteryjnej z działaniem innych antybiotyków. Wykazano szybszą poprawę stanu klinicznego oraz mniejszą ilość objawów niepożądanych w porównaniu z paromomycyną. W jednej z prób klinicznych osiągnięto również lepsze efekty u dzieci otrzymujących ryfaksyminę niż u leczonych bacytracyną bądź neomycyną. We Włoszech preparaty ryfaksyminy znajdujące się w sprzedaży dopuszczone są do leczenia dzieci od 2. roku życia, w Polsce lek jest zarejestrowany powyżej 12 roku.

## Ryfaksymina w weterynarii
Preparaty ryfaksyminy dla zwierząt stosowane są poza przewodem pokarmowym do leczenia miejscowego stanów zapalnych wywoływanych przez bakterie. Na zastosowanie ryfaksyminy u zwierząt w wybranych sytuacjach zgodę wyraziła Europejska Agencja Leków. W Polsce dostępny jest preparat o nazwie Fatroximin, produkowany we Włoszech przez firmę Fatro. Preparat ten stosuje się w postaci zawiesiny do wymion stosowanej u krów, w postaci aerozolu stosowanego u koni, bydła, owiec, kóz, świń, psów, kotów i królików oraz w postaci piany domacicznej stosowanego w przypadku zakażeń bakteryjnych dróg rodnych u krów i klaczy.